# Шабельский, Павел Николаевич

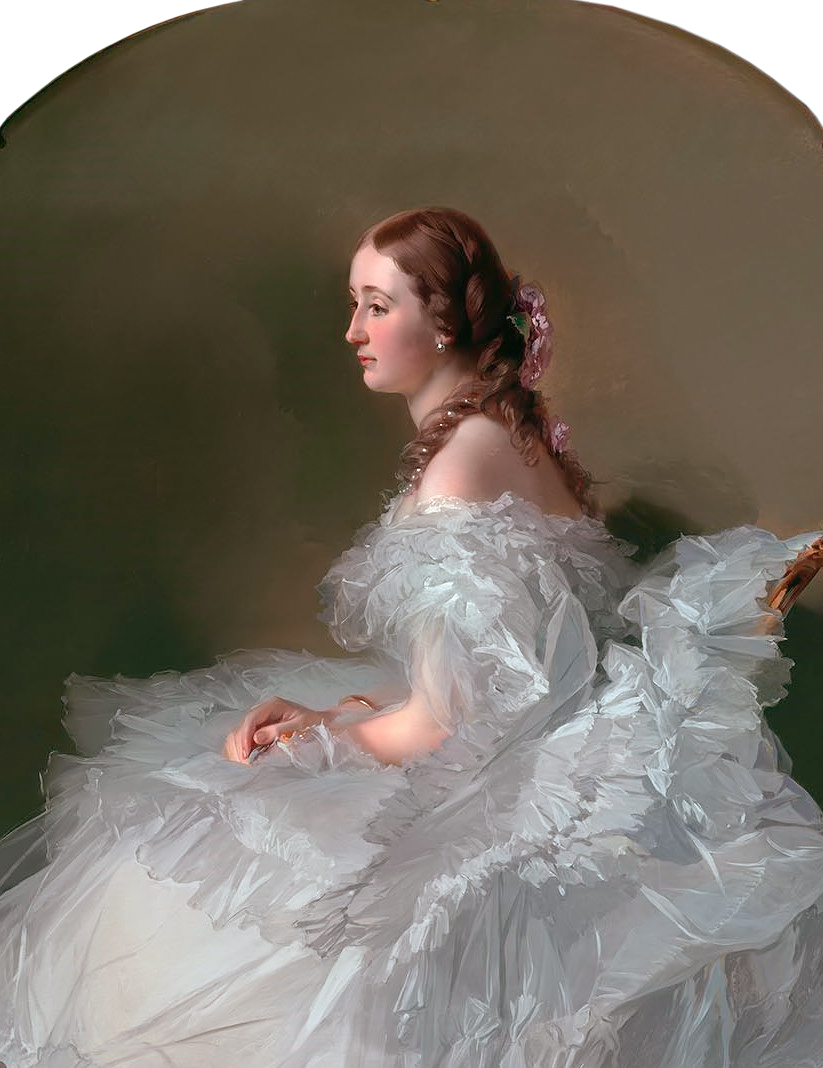
Лидия Александровна Шабельская (1857)

Павел Николаевич Шабельский (1860—1935) — русский генерал-лейтенант.

## Биография
Сын полковника Николая Катоновича Шабельского (16.11.1831—04.5.1896) от его брака с Лидией Александровной Сталь-фон-Гольштейн  
(1838—05.02.1907). В 1873 году экстерном поступил в Пажеский корпус. В 1877 году переведен в младший специальный класс. 8 августа 1879 года из камер-пажей произведен в корнеты Кавалергадского полка.
В 1885 году произведен в поручики. В том же 1885 году окончил курс при телеграфном парке. 1 декабря 1887 года уволен со службы по домашним обстоятельствам в чине штабс-ротмистра. В 1888 году зачислен по гвардейской кавалерии поручиком и 14 июля того же года вновь определен на службу в Кавалергардский полк, с назначением адъютантом к начальнику штаба войск гвардии и Петербургского военного округа.
В 1889 году произведен в штабс-ротмистры  и отчислен от должности адъютанта. 10 апреля 1890 года назначен адъютантом к командиру гвардейского корпуса. В 1891 году прикомандирован к лейб-гвардейскому Егерскому полку для командования ротой. 17 апреля 1894 года произведен в ротмистры, с зачислением по гвардейской кавалерии.
В 1897 году произведен в полковники, с зачислением в запас по гвардейской кавалерии. В 1898 году избран в почетные мировые судьи по Старорусскому уезду. 20 апреля 1899 года определен на службу штаб-офицером для поручении при командующем войсками Финляндского военного округа, с зачислением по армейской кавалерии.
В 1905 году произведен в генерал-майоры и в 1906 году назначен генералом для особых поручении при министре внутренних дел, по званию шефа жандармов, в 1907 году поступил в распоряжение министра внутренних дел. 6 декабря 1913 года за отличие произведен в генерал-лейтенанты. 27 мая 1917 года уволен со службы. Скончался в эмиграции в 1935 году.